# Frank McAvennie
Francis McAvennie (Glasgow, 1959. november 22. –) skót válogatott labdarúgó. 

## Pályafutása

### Klubcsapatban
Glasgowban született. Pályafutását 1980-ban a St. Mirren csapatában kezdte. 1985 és 1987 között Angliában a West Ham United játékosa volt. 1987 és 1989 között a Celticben játszott, melynek tagjaként bajnokságot és kupákat nyert. 1989 és 1992 között ismét a West Hamben szerepelt. Később játszott még az Aston Villa (1992), a Celtic (1992–93), a Swindon Town (1994), a Falkirk (1994) és a St. Mirren (1995) együttesében.  

### A válogatottban
1985 és 1988 között 5 alkalommal szerepelt a skót válogatottban és 1 gólt szerzett. Részt vett az 1986-os világbajnokságon, ahol az NSZK és a Dánia elleni csoportmérkőzésen csereként lépett pályára. Uruguay ellen nem kapott lehetőséget.

## Sikerei, díjai
Celtic
- Skót bajnok (2): 1987–88
- Skót kupagyőztes (2): 1987–88, 1988–89